# Restaino Caldora
Restaino Caldora (post 1369 – 1412) è stato un nobile e condottiero italiano.

## Biografia
Scarsissime e frammentarie sono le notizie sulla biografia di Restaino II Caldora. Era il figlio secondogenito di Giovanni Antonio Caldora e Rita Cantelmo; la sua data di nascita è da collocarsi dopo il 1369, in quanto fratello minore del celebre condottiero Jacopo Caldora. Sin da giovane venne avviato alla carriera militare, prendendo parte alla battaglia tra gli Angioini napoletani e gli Angioini francesi, pretendenti al trono del Regno di Napoli.
Nel 1411, schierato nell'esercito del re Ladislao d'Angiò-Durazzo, partecipò insieme al fratello Jacopo Caldora, all'assedio di Capua e alla battaglia di Roccasecca contro Luigi II d'Angiò-Valois, pretendente al trono napoletano, scontri in cui fu sconfitto.
Morì nel 1412 in giovane età senza essersi sposato ed aver avuto figli. Venne sepolto a Sulmona, all'interno della Badia Morronese, in una cappella di famiglia.
Pare che nella sua morte fu coinvolto suo cugino Domenico Caldora, il quale intorno agli anni dieci del XV secolo fu disconosciuto da Jacopo Caldora, fratello di Restaino, per essere stato coinvolto nell'omicidio di un suo parente e che in memoria del delitto gli affibbiò il soprannome di Malandrino, conservato poi dai suoi discendenti che costituirono uno dei rami collaterali della famiglia Caldora.
Restaino Caldora è noto per il suo monumento funebre fatto realizzare dalla madre Rita Cantelmo allo scultore tedesco Gualtiero d'Alemagna all'interno della Badia Morronese di Sulmona, sulla cui lapide è riportata la seguente incisione:
(Incisione riportata nella tomba di Restaino Caldora situata nella Badia Morronese di Sulmona)

## Ascendenza
|                          |                   |                          | Genitori                        |  |  | Nonni |  |  | Bisnonni         |  |  | Trisnonni        |  |
|                          |                   |                          |                                 |  |  |       |  |  | Raimondo Caldora |  |  | Giovanni Caldora |  |
|                          |                   |                          |                                 |  |  |       |  |  | Raimondo Caldora |  |  | Giovanni Caldora |  |
|                          |                   | Biancarosa de' Canalibus |                                 |  |  |       |  |  | Raimondo Caldora |  |  |                  |  |
| "Raimondaccio" Caldora   |                   |                          |                                 |  |  |       |  |  | Raimondo Caldora |  |  |                  |  |
|                          |                   | Giovanna Ponziaco        | Roberto Ponziaco                |  |  |       |  |  |                  |  |  |                  |  |
|                          |                   | Giovanna Ponziaco        | Roberto Ponziaco                |  |  |       |  |  |                  |  |  |                  |  |
|                          |                   | Giovanna Ponziaco        | Maria di Morier                 |  |  |       |  |  |                  |  |  |                  |  |
| Giovanni Antonio Caldora |                   | Giovanna Ponziaco        |                                 |  |  |       |  |  |                  |  |  |                  |  |
|                          |                   | Giovanni d'Anversa       | Matteo d'Anversa                |  |  |       |  |  |                  |  |  |                  |  |
|                          |                   | Giovanni d'Anversa       | Matteo d'Anversa                |  |  |       |  |  |                  |  |  |                  |  |
|                          |                   | Giovanni d'Anversa       | Candola/Condinella di Barbarano |  |  |       |  |  |                  |  |  |                  |  |
| Luisa d'Anversa          |                   | Giovanni d'Anversa       |                                 |  |  |       |  |  |                  |  |  |                  |  |
|                          |                   | Isabella di Sangro       | Berardo di Sangro               |  |  |       |  |  |                  |  |  |                  |  |
|                          |                   | Isabella di Sangro       | Berardo di Sangro               |  |  |       |  |  |                  |  |  |                  |  |
|                          |                   | Isabella di Sangro       | Isoarda di Corbano              |  |  |       |  |  |                  |  |  |                  |  |
| Restaino Caldora         |                   | Isabella di Sangro       |                                 |  |  |       |  |  |                  |  |  |                  |  |
|                          | Giovanni Cantelmo | Giacomo Cantelmo         |                                 |  |  |       |  |  |                  |  |  |                  |  |
|                          | Giovanni Cantelmo | Giacomo Cantelmo         |                                 |  |  |       |  |  |                  |  |  |                  |  |
|                          | Giovanni Cantelmo | Filippa di Reale         |                                 |  |  |       |  |  |                  |  |  |                  |  |
| Giacomo Cantelmo         | Giovanni Cantelmo |                          |                                 |  |  |       |  |  |                  |  |  |                  |  |
|                          |                   | "Angelella" Stendardo    | "Galetto" Stendardo             |  |  |       |  |  |                  |  |  |                  |  |
|                          |                   | "Angelella" Stendardo    | "Galetto" Stendardo             |  |  |       |  |  |                  |  |  |                  |  |
|                          |                   | "Angelella" Stendardo    | Filippa Galardo                 |  |  |       |  |  |                  |  |  |                  |  |
| Rita Cantelmo            |                   | "Angelella" Stendardo    |                                 |  |  |       |  |  |                  |  |  |                  |  |
|                          |                   | ?                        | ?                               |  |  |       |  |  |                  |  |  |                  |  |
|                          |                   | ?                        | ?                               |  |  |       |  |  |                  |  |  |                  |  |
|                          |                   | ?                        | ?                               |  |  |       |  |  |                  |  |  |                  |  |
| ?                        |                   | ?                        |                                 |  |  |       |  |  |                  |  |  |                  |  |
|                          |                   | ?                        | ?                               |  |  |       |  |  |                  |  |  |                  |  |
|                          |                   | ?                        | ?                               |  |  |       |  |  |                  |  |  |                  |  |
|                          |                   | ?                        | ?                               |  |  |       |  |  |                  |  |  |                  |  |
|                          |                   | ?                        |                                 |  |  |       |  |  |                  |  |  |                  |  |